# Pakistanische Cricket-Nationalmannschaft in Neuseeland in der Saison 1992/93
Die Tour der pakistanischen Cricket-Nationalmannschaft nach Neuseeland in der Saison 1992/93 fand vom 26. Dezember 1992 bis zum 5. Januar 1993 statt. Die internationale Cricket-Tour war Bestandteil der Internationalen Cricket-Saison 1992/93 und umfasste einen Test und drei ODIs. Pakistan gewann die Test-Serie 1–0 und Neuseeland die ODI-Serie 2–1.

## Vorgeschichte
Neuseeland spielte zuvor eine Tour in Sri Lanka, Pakistan ein Drei-Nationen-Turnier in Australien.
Das letzte Aufeinandertreffen der beiden Mannschaften fand in der Saison 1990/91 in Pakistan statt.

## Stadien
Die folgenden Stadien wurden für die Tour als Austragungsort vorgesehen.
| Stadion       | Stadt      | Kapazität | Spiele  |
| ------------- | ---------- | --------- | ------- |
| Eden Park     | Auckland   | 50.000    | 3. ODI  |
| Seddon Park   | Hamilton   | 10.000    | 1. Test |
| McLean Park   | Napier     | 22.500    | 2. ODI  |
| Basin Reserve | Wellington | 11.000    | 1. ODI  |

## Kaderlisten
Die folgenden Kader wurden von den Mannschaften benannt.
| Test | Test | ODI | ODI |
| Neuseeland | Pakistan | Neuseeland | Pakistan |
| --- | --- | --- | --- |
| - Mark Greatbatch - Chris Harris - Blair Hartland - Richard Jones - Rod Latham - Danny Morrison - Michael Owens - Adam Parore - Dipak Patel - Ken Rutherford - Murphy Su'a | - Aamer Sohail - Aaqib Javed - Asif Mujtaba - Inzamam-ul-Haq - Javed Miandad - Mushtaq Ahmed - Rameez Raja - Rashid Latif - Saleem Malik - Waqar Younis - Wasim Akram | - Martin Crowe - Mark Greatbatch - Chris Harris - Richard Jones - Gavin Larsen - Rod Latham - Danny Morrison - Adam Parore - Dipak Patel - Ken Rutherford - Willie Watson | - Aamer Sohail - Aaqib Javed - Asif Mujtaba - Inzamam-ul-Haq - Javed Miandad - Mushtaq Ahmed - Naved Anjum - Rameez Raja - Rashid Latif - Saeed Anwar - Saleem Malik - Shahid Saeed - Waqar Younis - Wasim Akram |

## One-Day Internationals

### Erstes ODI in Wellington
| 26. Dezember Scorecard | Wellington | Pakistan 158-8 (49/49)       | – | Neuseeland 108 (39.3/49) |
|                        |            | Pakistan gewinnt mit 50 Runs |   |                          |

### Zweites ODI in Napier
| 28. Dezember Scorecard | Napier | Pakistan 136-8 (42/42)           | – | Neuseeland 137-4 (37.4/42) |
|                        |        | Neuseeland gewinnt mit 6 Wickets |   |                            |

### Drittes ODI in Auckland
| 30. Dezember Scorecard | Auckland | Pakistan 139 (47.4)              | – | Neuseeland 140-4 (42.4) |
|                        |          | Neuseeland gewinnt mit 6 Wickets |   |                         |

## Test in Hamilton
| 2. – 5. Januar Scorecard | Hamilton | Pakistan 216 (69.3) & 174 (55.1) | – | Neuseeland 264 (109) & 93 (43.3) |
|                          |          | Pakistan gewinnt mit 33 Runs     |   |                                  |